# Ignacia Zabalo Ballarin
Ignacia Zabalo Ballarin (seudónimo: Nor-Nai) (San Sebastián, 1905 - Barcelona, 1939) fue una ilustradora y dibujante española, considerada la primera mujer dibujante profesional del País Vasco del siglo XX. Era hermana de Jon Zabalo Txiki quien también se dedicó al diseño gráfico, los dos fueron pioneros en este oficio, siendo uno de los primeros ilustradores en prensa. Publicaron sus dibujos en la revista Agere y en el calendario de Argia. En 1973, Matxin Labayen compiló los dibujos de Nor-Nai y de su hermano menor, y los publicó bajo el título de Marrazkilari eta umoredun, "Txiki".

## Biografía
Firmaba Nor-Nai, que en euskera significa cualquiera. Su firma apareció por primera vez en el calendario de Argia en 1925 en un dibujo. Durante muchos años, se pensó que se trataba de dos seudónimos del mismo dibujante, no se distinguía si los dibujos eran de Ignacia o de su hermano Jon. El libro que publicó Martxin Labaien en 1973 contenía dos dibujos que no se podían distinguir.
Ignacia Zabalo colaboró en Euskalerriaren Alde, Entidad y revista de cultura vasca publicada en San Sebastián (1911-1931).
Falleció como consecuencia de un bombardeo durante la Guerra civil española que le alcanzó en el portal de su casa.

## Ilustraciones
|                                  |
| Programa de fiestas de Irún 1925 |

|                      |
| Pastorela Agere 1929 |

|               |
| Lapurrak 1926 |